# Abdij Onze-Lieve-Vrouw van Nazareth (Lier)

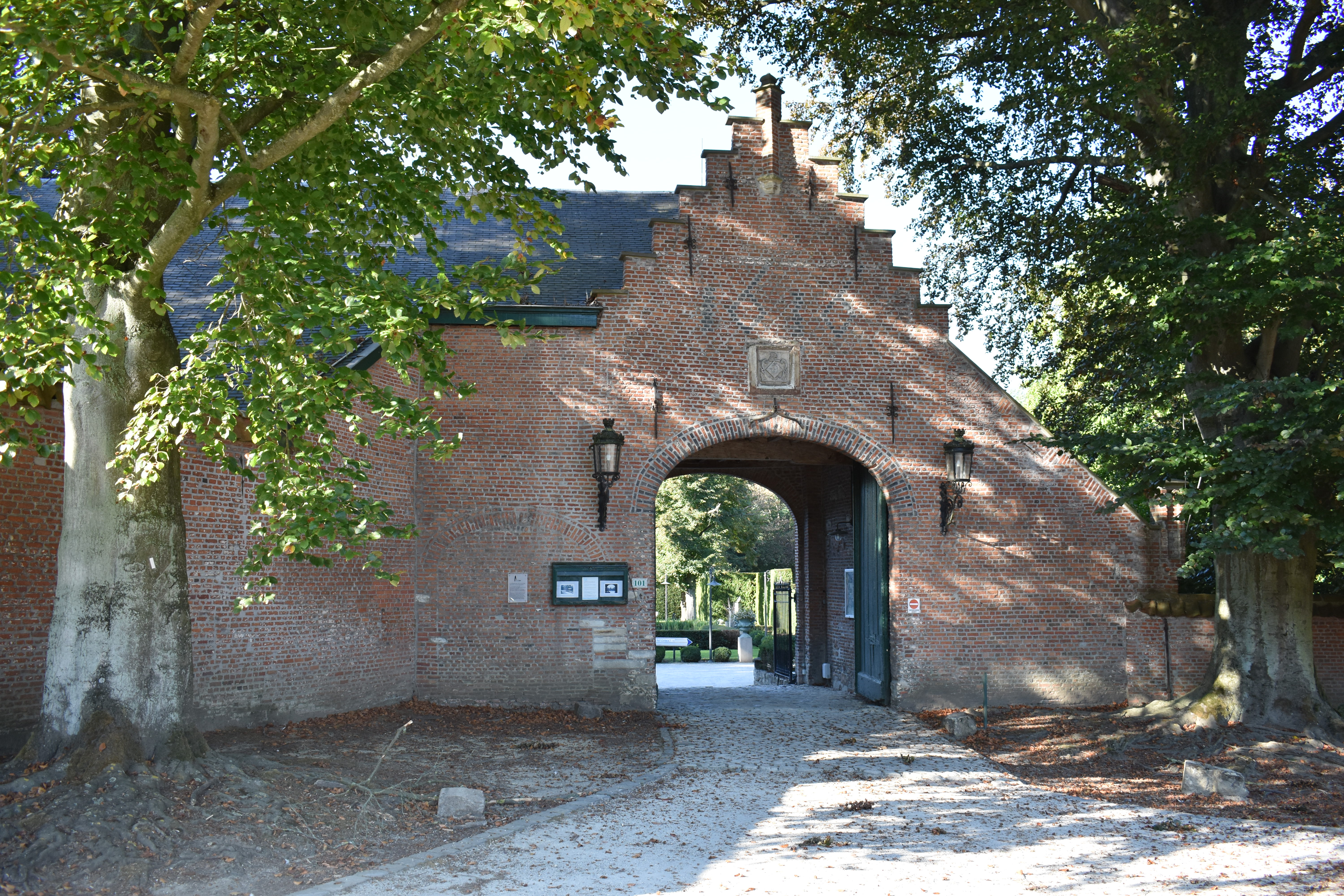
Het poortgebouw

De Abdij Onze-Lieve-Vrouw van Nazareth is een voormalige abdij in de Antwerpse stad Lier, gelegen aan de Nazaretdreef 99-103.

## Geschiedenis
De cisterciënzinnenabdij werd gesticht in 1235 door Bartholomeus van Tienen. Een van de eerste nonnen was zijn dochter de mystica en schrijfster Beatrijs van Nazareth. Al gauw werd ze priorin van deze abdij. In deze periode van haar leven schreef Beatrijs haar religieuze traktaat Van seven manieren van heiliger minnen. In 1247 verhuisde de abdij naar de huidige Nazaretdreef. Zowel haar vader als Beatrijs zouden tot hun dood in dit klooster verblijven. Na haar dood werd Beatrijs zalig verklaard door de kerk. 
In 1579, tijdens de godsdiensttwisten, werd het klooster geheel vernield. De zusters verbleven toen in het Refugiehuis van de abdij van Nazareth te Lier. Van 1610-1652 werd de abdij herbouwd in barokstijl. In 1652 werd ook de nieuwe abdijkerk ingewijd. Iets later werd een gastenverblijf gebouwd. In 1752 werd de moestuin ommuurd, in 1762 werd een schuur gebouwd.
In 1797 werd het klooster opgeheven en werden de bezittingen openbaar verkocht. Alle kloostergebouwen werden gesloopt, slechts het poortgebouw en de schuur bleven bestaan. De schuur werd echter door brand grotendeels verwoest.
Begin 19e eeuw kwam het terrein aan de familie Van Gend en deze liet er een laat-classicistisch huis bouwen, dat echter in 1914 werd verwoest. In 1860 werd een boerderij gebouwd bij het poortgebouw. Dit poortgebouw toont het jaartal 1616 maar werd waarschijnlijk pas in 1699 voltooid.

## Gebouw
Een deel van de omgrachting is nog aanwezig. Het poortgebouw toont nog het wapen van abdis Maria Van Caverson met het motto: in domino confido. De schuur van 1762 is nog in sterk vervallen staat aanwezig.